# Кудиново (сельское поселение село Недельное)
Кудиново — деревня в Малоярославецком муниципальном районе Калужской области в составе сельского поселения «Село Недельное». Находится на берегу Суходрев.
Рядом — Григорьевское, Алешково.

## Население
| 2002 | 2010 |
| ---- | ---- |
| 4    | ↗7   |